# Arquidiócesis de Jos
La arquidiócesis de Jos (en latín: Archidioecesis Iosensis y en inglés: Roman Catholic Archdiocese of Jos) es una circunscripción eclesiástica de la Iglesia católica en Nigeria. Se trata de una arquidiócesis latina, sede metropolitana de la provincia eclesiástica de Jos. Desde el 6 de enero de 2020 su arzobispo es Matthew Ishaya Audu.

## Territorio y organización
La arquidiócesis tiene 6769 km² y extiende su jurisdicción sobre los fieles católicos de rito latino residentes en 6 áreas de gobierno local del estado de Plateau: Bassa, Jos North, Jos East, Jos South, Barkin Ladi y Riyom.
La sede de la arquidiócesis se encuentra en la ciudad de Jos, en donde se halla la Catedral de Nuestra Señora de Fátima.
La arquidiócesis tiene como sufragáneas a las diócesis de: Bauchi, Jalingo, Maiduguri, Pankshin, Shendam, Wukari y Yola.
En 2021 en la arquidiócesis existían 60 parroquias.

## Historia
La prefectura apostólica de Jos fue erigida el 9 de abril de 1934 con la bula Praedecessorum Nostrorum del papa Pío XI, obteniendo el territorio de la prefectura apostólica de la Nigeria Septentrional (hoy arquidiócesis de Kaduna).
El 28 de abril de 1942 cedió una parte de su territorio para la erección de la prefectura apostólica de Niamey (hoy arquidiócesis de Niamey) mediante la bula Ad faciliorem del papa Pío XII.
El 18 de abril de 1950, como resultado del decreto Cum in Africa de la Sagrada Congregación de Propaganda Fide, el nombre latino de la prefectura apostólica fue cambiado de de Jos a Josesis.
El 14 de julio de 1950 cedió una parte de su territorio para la erección de la prefectura apostólica de Yola (hoy diócesis de Yola) mediante la bula Ad evangelizationis del papa Pío XII.
El 29 de junio de 1953 cedió otra porción de su territorio para la erección de la prefectura apostólica de Maiduguri (hoy diócesis de Maiduguri) mediante la bula Rem Nos facere del papa Pío XII, y al mismo tiempo fue elevada a diócesis con la bula Praeclara Christi. Originalmente era sufragánea de la arquidiócesis de Lagos.
El 16 de julio de 1959 pasó a formar parte de la provincia eclesiástica de la arquidiócesis de Kaduna.
El 26 de marzo de 1994 fue elevada a arquidiócesis metropolitana con la bula Universae Ecclesiae del papa Juan Pablo II.
Posteriormente cedió nuevas porciones de territorio para la erección de:
- la diócesis de Kafanchan el 10 de julio de 1995 mediante la bula Cum ad aeternam del papa Juan Pablo II;[8]
- el vicariato apostólico de Bauchi (hoy diócesis de Bauchi) el 5 de julio de 1996 mediante la bula Laudamus Dominum del papa Juan Pablo II;[9]
- la diócesis de Lafia el 5 de diciembre de 2000 mediante la bula Petitum est nuper del papa Juan Pablo II;[10]
- la diócesis de Shendam el 2 de junio de 2007 mediante la bula Nuper est petitum del papa Benedicto XVI;[11]
- la diócesis de Pankshin el 18 de marzo de 2014 mediante la bula Cum ad aeternam del papa Francisco.[12]

La arquidiócesis es escenario de violentos enfrentamientos religiosos entre cristianos y musulmanes. Del 24 al 26 de diciembre de 2010, numerosos ataques a viviendas e iglesias provocaron la muerte de más de 80 personas. Según el arzobispo Ignatius Ayau Kaigama, los ataques tendrían una motivación político-económica y manipularían la religión doblegándola a los intereses de la parte.

## Estadísticas
Según el Anuario Pontificio 2022 la arquidiócesis tenía a fines de 2021 un total de 410 466 fieles bautizados.
| Año                                                                             | Población            | Población | Población      | Sacerdotes | Sacerdotes    | Sacerdotes    | Bautizados por sacerdote | Diáconos permanentes | Religiosos | Religiosos | Parroquias |
| Año                                                                             | Bautizados católicos | Total     | % de católicos | Total      | Clero secular | Clero regular | Bautizados por sacerdote | Diáconos permanentes | Varones    | Mujeres    | Parroquias |
| ------------------------------------------------------------------------------- | -------------------- | --------- | -------------- | ---------- | ------------- | ------------- | ------------------------ | -------------------- | ---------- | ---------- | ---------- |
| 1970                                                                            | 67 549               | 2 300 000 | 2.9            | 109        | 52            | 57            | 619                      |                      | 57         | 18         |            |
| 1980                                                                            | 170 000              | 3 802 000 | 4.5            | 62         | 25            | 37            | 2741                     | 3                    | 52         | 45         |            |
| 1990                                                                            | 450 000              | 5 800 000 | 7.8            | 76         | 52            | 24            | 5921                     |                      | 56         | 79         |            |
| 1999                                                                            | 687 000              | 2 863 400 | 24.0           | 57         | 43            | 14            | 12 052                   |                      | 33         | 69         | 28         |
| 2000                                                                            | 636 000              | 2 560 000 | 24.8           | 81         | 67            | 14            | 7851                     |                      | 27         | 66         | 32         |
| 2001                                                                            | 789 822              | 3 037 780 | 26.0           | 90         | 78            | 12            | 8775                     |                      | 27         | 81         | 32         |
| 2002                                                                            | 375 470              | 3 128 913 | 12.0           | 71         | 57            | 14            | 5288                     |                      | 30         | 83         | 32         |
| 2003                                                                            | 405 695              | 3 222 780 | 12.6           | 95         | 82            | 13            | 4270                     |                      | 29         | 53         | 32         |
| 2004                                                                            | 507 164              | 3 107 225 | 16.3           | 116        | 101           | 15            | 4372                     |                      | 33         | 64         | 32         |
| 2006                                                                            | 548 573              | 3 263 278 | 16.8           | 114        | 100           | 14            | 4812                     |                      | 73         | 60         | 49         |
| 2007                                                                            | 399 522              | 2 228 468 | 17.9           | 84         | 72            | 12            | 4756                     |                      | 2          | 64         | 37         |
| 2013                                                                            | 513 356              | 3 738 000 | 13.7           | 112        | 93            | 19            | 4583                     |                      | 101        | 58         | 62         |
| 2014                                                                            | 360 066              | 1 650 000 | 21.8           | 48         | 48            |               | 7501                     |                      | 16         | 51         | 43         |
| 2016                                                                            | 374 299              | 1 691 250 | 22.1           | 87         | 68            | 19            | 4302                     |                      | 81         | 54         | 45         |
| 2019                                                                            | 396 062              | 1 770 964 | 22.4           | 110        | 89            | 21            | 3600                     |                      | 65         | 58         | 57         |
| 2021                                                                            | 410 466              | 1 860 618 | 22.1           | 138        | 109           | 29            | 2974                     |                      | 50         | 64         | 60         |
| Fuente: Catholic-Hierarchy, que a su vez toma los datos del Anuario Pontificio. |                      |           |                |            |               |               |                          |                      |            |            |            |

## Episcopologio

### Prefecto apostólico de Jos
- William Lumley, S.M.A. † (22 de junio de 1934-29 de junio de 1953 renunció)

### Obispos de Jos
- John Joseph Reddington, S.M.A. † (10 de abril de 1954-3 de julio de 1974 renunció)
- Gabriel Gonsum Ganaka † (5 de octubre de 1974-26 de marzo de 1994 nombrado arzobispo)

### Arzobispos metropolitanos de Jos
- Gabriel Gonsum Ganaka † (26 de marzo de 1994-11 de noviembre de 1999 falleció)
- Ignatius Ayau Kaigama (14 de abril de 2000-11 de marzo de 2019 nombrado arzobispo coadjutor de Abuya)[17]
- Matthew Ishaya Audu, desde el 6 de enero de 2020